# БКА-44
БКА-44 — малый речной бронекатер проекта 1125. Заложен в 1941 г. в городе Зеленодольск, спущен на воду весной 1942 г., вступил в строй осенью 1942 г. и 27.10.1942 г. вошел в состав Волжской флотилии. 14.09.1943 г. перечислен в Днепровскую флотилию. Участвовал в обороне Сталинграда, Белорусской 23.06 — 29.08.1944 г. и Берлинской 16.04 — 8.05.1945 г. наступательных операциях. 7.04.1956 г. исключен из состава ВМФ и сдан в отдел фондового имущества. 21.11.1958 г. переоборудован в водолазный рейдовый бот и получил обозначение «ВРД-363».
10 сентября 1974 года в Приморском парке Мариуполя был торжественно открыт мемориал героям-десантникам, основой которого явился бронекатер «БК-44».
По проекту скульптора В. Л. Пацевича и архитектора В. С. Соломина он был установлен на бетонном постаменте в виде стилизованных волн Азовского моря, в нижней части которого прикреплена мемориальная доска с надписью:

«Морякам-десантникам посвящается. В честь 30-летия освобождения Украины от немецко-фашистских захватчиков»